# Język punan tubu
Język punan tubu – język austronezyjski używany przez grupę ludności w indonezyjskiej prowincji Borneo Wschodnie (rejon rzek Malinau, Mentarang i Sembakung). Według danych z 1981 roku posługuje się nim 2 tys. osób.